# Price Is Right : À vous de jouer
Price Is Right : À vous de jouer est un jeu télévisé diffusé à partir du 7 septembre 2011 jusqu'au printemps 2012 sur le réseau V et animé par Philippe Bond,,. Inspiré de l'émission américaine The Price Is Right, il s'agit d'une idée originale de LP8 Média.